# Tp109
Tp109 – oznaczenie parowozu towarowego rosyjskiej serii CzWP/K (właśc. CzWPK, ros. ЧВПК) stosowane na Polskich Kolejach Państwowych. Parowozy te były produkowane w latach 1909–1911 dla Kolei Warszawsko-Wiedeńskiej w zakładach w Kołomnie, w liczbie 12 sztuk, a następnie 6 z nich służyło na PKP.

## Historia
Do końca XIX wieku Kolej Warszawsko-Wiedeńska, pomimo znajdowania się na terytorium Cesarstwa Rosyjskiego, używała jedynie lokomotyw kupowanych w Europie Zachodniej. W 1895 roku wprowadzono na niej do służby czteroosiowe parowozy towarowe o układzie osi D. Były to początkowo lokomotywy z silnikiem sprzężonym lub bliźniaczym, zasilanym parą nasyconą, produkowane przez Hanomag w Hanowerze (oznaczone później serią CzWG). Od 1904 roku zakłady w Charkowie rozpoczęły dla tej kolei produkcję wzorowanych na nich parowozów z silnikiem sprzężonym (późniejsza seria CzWCh). Następnie zarząd kolei zdecydował się zamówić nowocześniejsze i wydajniejsze lokomotywy na parę przegrzaną, opracowane na bazie typu CzW/Ch. W konsekwencji, w latach 1909–1912 Kolej Warszawsko-Wiedeńska zakupiła łącznie 17 lokomotyw towarowych z przegrzewaczem, w dwóch wersjach: 12 sztuk typu opracowanego w zakładach w Kołomnie i 5 sztuk zbudowanych w Charkowie (późniejsze CzWPCh, ros. ЧВПХ).
Fabryka w Kołomnie zbudowała ogółem 12 lokomotyw, oznaczonych fabryczne jako typ 113, z tego dwie w 1909 roku, pięć w 1910 roku i pięć w 1911 roku. Od 1912 roku, po wprowadzeniu w Rosji jednolitego systemu klasyfikacji, lokomotywy te otrzymały oznaczenie serii CzWPK (ЧВПК), z tego Cz oznaczało parowóz z czterema osiami wiązanymi (ros. czetyriechosnyj), W – model dla kolei Warszawsko-Wiedeńskiej, P – przegrzewacz pary (ros. paropieriegriewatiel) i K w indeksie dolnym – producenta (Kołomna); przy tym litera K była umieszczona bezpośrednio pod WP.

## Konstrukcja
Parowóz towarowy o układzie osi D, z dwucylindrowym silnikiem bliźniaczym na parę przegrzaną (układ D h2). Oś kotła znajdowała się na wysokości 2250 mm. Kocioł miał 122 płomieniówki (średnicy wewnętrznej/zewnętrznej 44/49 mm) i 21 płomienic (125/133 mm). Powierzchnia ogrzewalna kotła wynosiła 116,3 m², a przegrzewacz Schmidta, o prostej konstrukcji, miał powierzchnię 36 m². Kocioł miał stojak typu Cramptona, z promienistym sklepieniem górnej części płaszcza i miedzianą skrzynią ogniową. Typowo dla rosyjskich lokomotyw, parowóz miał barierki wokół pomostu otaczającego kocioł. Drzwi do dymnicy były okrągłe, z zamkiem centralnym z pokrętłem zewnętrznym. Charakterystycznym elementem parowozów o układzie osi D Kolei Warszawsko-Wiedeńskiej była budka maszynisty z trzema oknami w ścianach bocznych.
Ostoja wewnętrzna, blachownicowa, z blach grubości 28 mm, podparta w czterech punktach za pomocą dolnych resorów. Silnikowa była trzecia oś wiązana, napędzana za pomocą korbowodu z krzyżulcem z pojedynczą prowadnicą (było to nowością w stosunku do poprzednich typów). Silniki miały suwaki tłokowe średnicy 150 mm i rozrząd Heusingera (Walschaertsa).
Parowozy wyposażone w były w osprzęt typu niemieckiego, m.in. inżektory Strubego o wydajności 180 l/min. Na stojaku kotła, przed budką maszynisty były zawory bezpieczeństwa wzoru Ramsbottom (typu niemieckiego), ponadto na zbieralniku pary był zawór sprężynowy. Lokomotywy wyprodukowane w 1909 roku były początkowo wyposażane w sprężarkę powietrza i hamulec zespolony Westinghouse’a, lecz nie można było ich wykorzystywać właściwie, gdyż tabor Kolei Warszawsko-Wiedeńskiej miał hamulce próżniowe Hardy’ego lub ręczne, stąd zaniechano ich montowania i parowozy wyposażano w hamulec parowy.
Trzyosiowy tender serii 15C1 (oznaczenie polskie) miał pojemność 15 m³ wody i 8 ton węgla, masę własną 16,2 t i służbową 39 t. Średnica kół tendra wynosiła 1000 mm.

## Eksploatacja
Lokomotywy serii CzWP/K otrzymały na Kolei Warszawsko-Wiedeńskiej numery od 478 do 489. Przystosowane były do szerokości toru 1435 mm, lecz można było zamienić zestawy kołowe na szerokotorowe (1524 mm). Lokomotywy tego typu używane były do ciągnięcia pierwszych ciężkich 40-wagonowych pociągów z węglem o masie 1000 t z Sosnowca do Warszawy. Podczas I wojny światowej kilka parowozów zostało przerobionych na tor szerokości 1524 mm i prawdopodobnie trafiły na koleje rosyjskie.
Polskie Koleje Państwowe po I wojnie światowej otrzymały 6 szt. parowozów serii CzWP/K, oznaczonej Tp109 po wprowadzeniu ujednoliconego systemu oznaczeń w 1923 r. W latach 20. pracowały one w lokomotywowni Warszawa-Praga, a w latach 30. skierowano je do dyrekcji katowickiej (Rybnik – 4 lokomotywy i Łazy – 1). Być może szósta służyła jako parowóz przemysłowy na Górnym Śląsku.
Podczas II wojny światowej 5 lokomotyw zostało przejętych przez Niemcy i używanych jako seria 5561, o numerach od 55 6131 do 55 6135. Wojnę przetrwała w Polsce tylko jedna maszyna Tp109-3, która służyła po wojnie w dyrekcji krakowskiej PKP pod nowym numerem Tp109-1, a następnie w 1963 została pocięta na złom w Jaśle. Jeden parowóz (dawny Tp109-1) znalazł się w Jugosławii, gdzie nosił oznaczenie 139-001. Po wojnie został rewindykowany do Polski, lecz jego dalszy los nie jest znany (w inwentarzu PKP znalazł się tylko jeden parowóz Tp109). Los pozostałych nie jest znany.